# 夕張シューパロダム
夕張シューパロダム（ゆうばりシューパロダム）は、北海道夕張市の一級河川・石狩川水系夕張川上流部に建設された多目的ダムである。
シューパロダムで水没した地域には夕張川沿岸農地の灌漑（かんがい）を目的に北海道開発局によって建設された農業用ダムである大夕張ダムが存在したが、夕張シューパロダムの貯砂ダムとするために夕張シューパロダム竣工と同時に水没している。
ダムによって形成される人造湖はシューパロ湖と呼ばれる。湖についての詳細はシューパロ湖を参照。

## 沿革
夕張シューパロダムは国土交通省・農林水産省・北海道企業局ほかによる共同事業「夕張川総合開発事業」として2015年に竣工した、堤高110.6メートルの重力式コンクリートダムである。現在は夕張シューパロダムの貯砂ダムとして水没している大夕張ダムがあった直下流155メートル地点に建設された。

### 設置計画

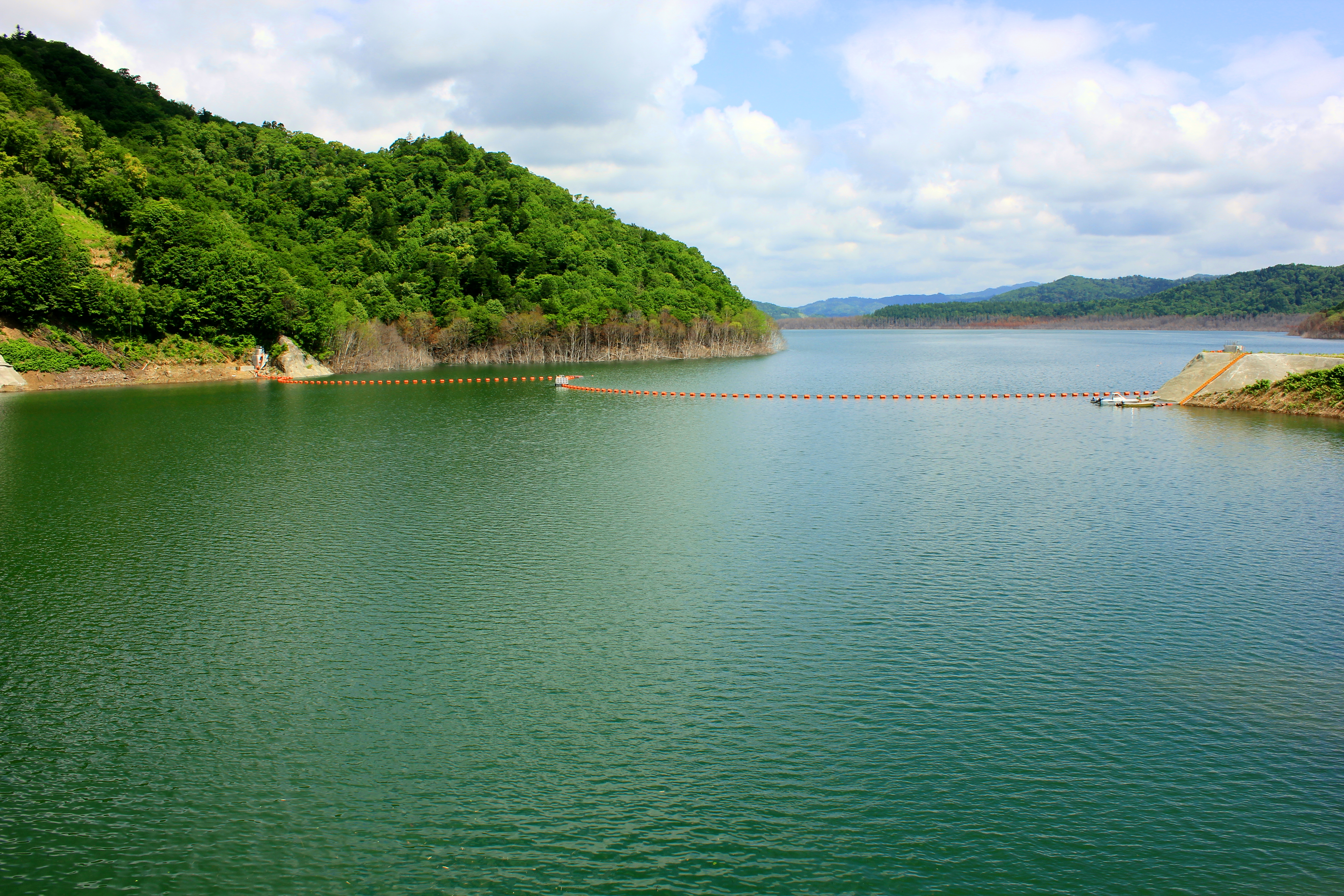
ダムサイトから望むシューパロ湖。網場の部分（中央）付近に大夕張ダムが沈んでいる。

夕張地域は夕張メロンを始め稲作、牧畜等農業が次第に発展していった。これに伴い農業用水の不足が次第に顕在化していった。
このため、農林水産省は農業用水の更なる確保を図るため1980年（昭和55年）、大夕張ダムを13.3メートルかさ上げする再開発計画を立案した。ところが翌1981年（昭和56年）、台風12号が北海道を襲い、石狩川流域は観測史上未曽有の大水害を経験した。夕張川においても各所で堤防が決壊、夕張市や江別市などで大きな被害をもたらした。 大夕張ダムはあくまでも灌漑・発電用のダムであり、洪水調節機能は限定されていた。
これを受け、北海道開発局石狩川開発建設部は石狩川水系の治水計画である「石狩川水系工事実施基本計画」の再検討を行い、この中で「夕張川総合開発事業」を策定。柱として夕張川に治水ダムを建設する計画を立てた。また、札幌市等の人口の増加に伴う水需要増大や工業用水確保等の要請もあり、検討の末農林水産省の大夕張ダム嵩上げ計画に参入する形で、多目的ダム建設事業として事業計画を拡大。この結果、既設大夕張ダム直下流155メートル地点にダム建設を計画することになった。これが夕張シューパロダムである。

### 建設の目的
ダムは2005年（平成17年）年度よりダム本体工事に着手し、堤体の打設は2007年10月から2012年10月まで行われた。その後、本体仕上げ工事、管理施設の整備等を経て、2014年3月から試験湛水に着手し、2015年3月7日に竣工式が執り行われた。
当初は2004年（平成16年）完成予定であったが完成が大幅に遅延した。これは水没世帯数が夕張市鹿島地区（大夕張）の289戸に及ぶことから反対運動が強く、補償基準妥結までに多くの時間を要したことが進捗遅延の大きな要因である。このため水源地域対策特別措置法第9条指定対象となり、補償額の国庫補助かさ上げ等の対策が施された。夕張市鹿島地区は1998年（平成10年）に全戸移転となった。
目的は昭和56年台風12号における洪水にも耐えられる夕張川・石狩川の洪水調節、慣行水利権分の用水補給及び夕張川の流量を一定量に維持して生態系の保全を図る不特定利水、北海道営の水力発電（最大出力：28,470キロワット、シューパロ発電所）、千歳市・江別市・恵庭市・北広島市・南幌町・長沼町・由仁町4市3町への上水道供給、及び前記の4市3町に加え夕張市・岩見沢市・栗山町・追分町(現安平町)6市5町の農地に対する灌漑である。
夕張シューパロダムは竣工によって北海道最大、日本国内最大級の多目的ダムとなった。

### ダムへの疑問と期待
一部の市民団体や日本共産党などからは、このダム計画に対して疑問の声があった。疑問点は利水について石狩湾沿岸工業地域の利水が当初予定に比べ過大な見積もりではないか、景気減速後工業地域の水需要は減少しているのではないかという指摘からの「水余り」ではないかなどが叫ばれた。また、事業の長期化によって事業者である北海道などの負担費用が増大していることに対しても、「税金の無駄遣い」として非難している。この他ダム堆砂への懸念や、三弦橋水没に対する批判もある。「水余り」や事業費増大による財政圧迫については事業主体者である国土交通省の説明責任が必要であるとの認識が共同事業者である北海道庁からも出されており、より説明を果たすことが求められていた。
一方で治水について近年の地球温暖化による豪雨災害の続発を受け、早期の整備が必要とする意見も多い。加えて財政破綻を来たし財政再建団体に指定された夕張市への中長期的な経済的効果、具体的にはダム建設による莫大な固定資産税収入および水力発電所建設による電源三法に基づく電源立地交付金交付による夕張市の財政再建や、道内最大・日本屈指の規模を誇るダム及び新・シューパロ湖の観光地化や夕張市・富良野市間の国道アクセス整備など、新しい観光地としてのダムへの期待を持つ住民の声もある。

### 周辺整備の動向
夕張市最後の炭鉱となった、三菱南大夕張炭鉱閉山後の地域振興策として、比較的抵抗もなく受け入れられたシューパロダム建設であるが、夕張市が再建団体に転落したことに象徴されるように、その経済的効果は限定的であり移転地区住民の他市町村への転出、経済的後背地の消滅などによる地元商店街の衰退など、地域経済に深い影を落としている。期待された観光開発についても、ダム周辺整備計画の検討を行うことを目的に、夕張市・学識経験者・北海道開発局・北海道札幌土木現業所・住民組織対策委員会・市議会・市農協などから構成させる「夕張シューパロダム周辺整備検討委員会」が2001年（平成13年）11月に設立され、2004年（平成16年）8月に周辺整備の基本方針として「巨大ダム建設を契機として、夕張岳の自然や炭鉱・林業などの歴史を資産として守り育てる」ことを諮問したが、その後周辺整備事業の主体となる夕張市の財政破綻により、計画は一切具体化していない。「夕張川治水の安定化」・「夕張市再生の切り札」としての賛成意見と、「不要な公共事業で税金の無駄遣い」・「自然破壊」としての否定意見が入り混じりながらも夕張シューパロダムは2015年完成した。これに先立って2013年8月30日、二股発電所は廃止され、2014年には発電管理事務所も水没した。2015年4月、夕張市南部青葉町に夕張川ダム総合管理事務所設置。夕張シューパロダム運用開始により下流にある二股発電所の逆調整池の役目を果たしていた清水沢ダムは常時放流状態となった。

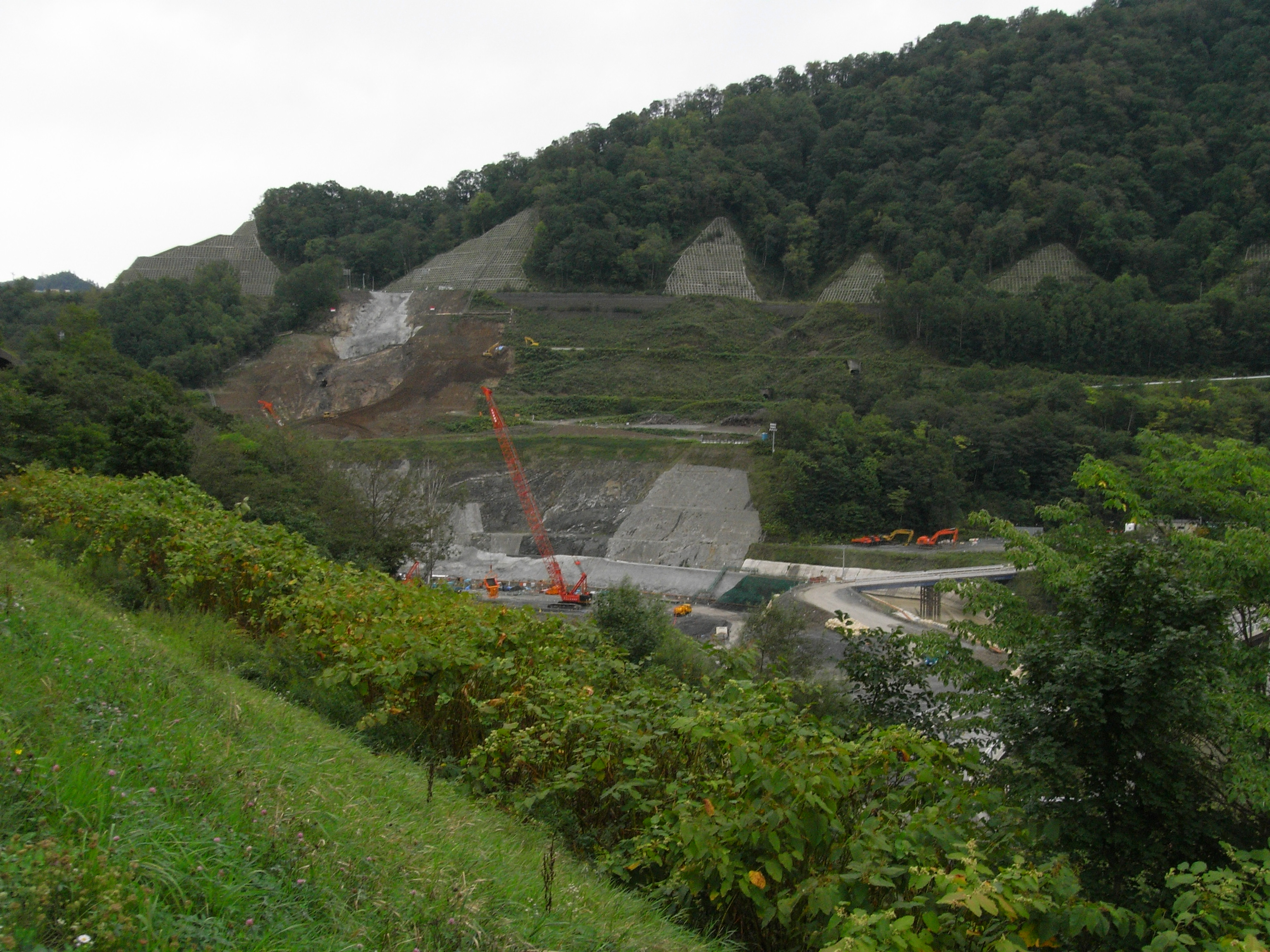
2007年の夕張シューパロダム。基礎岩盤の掘削中。
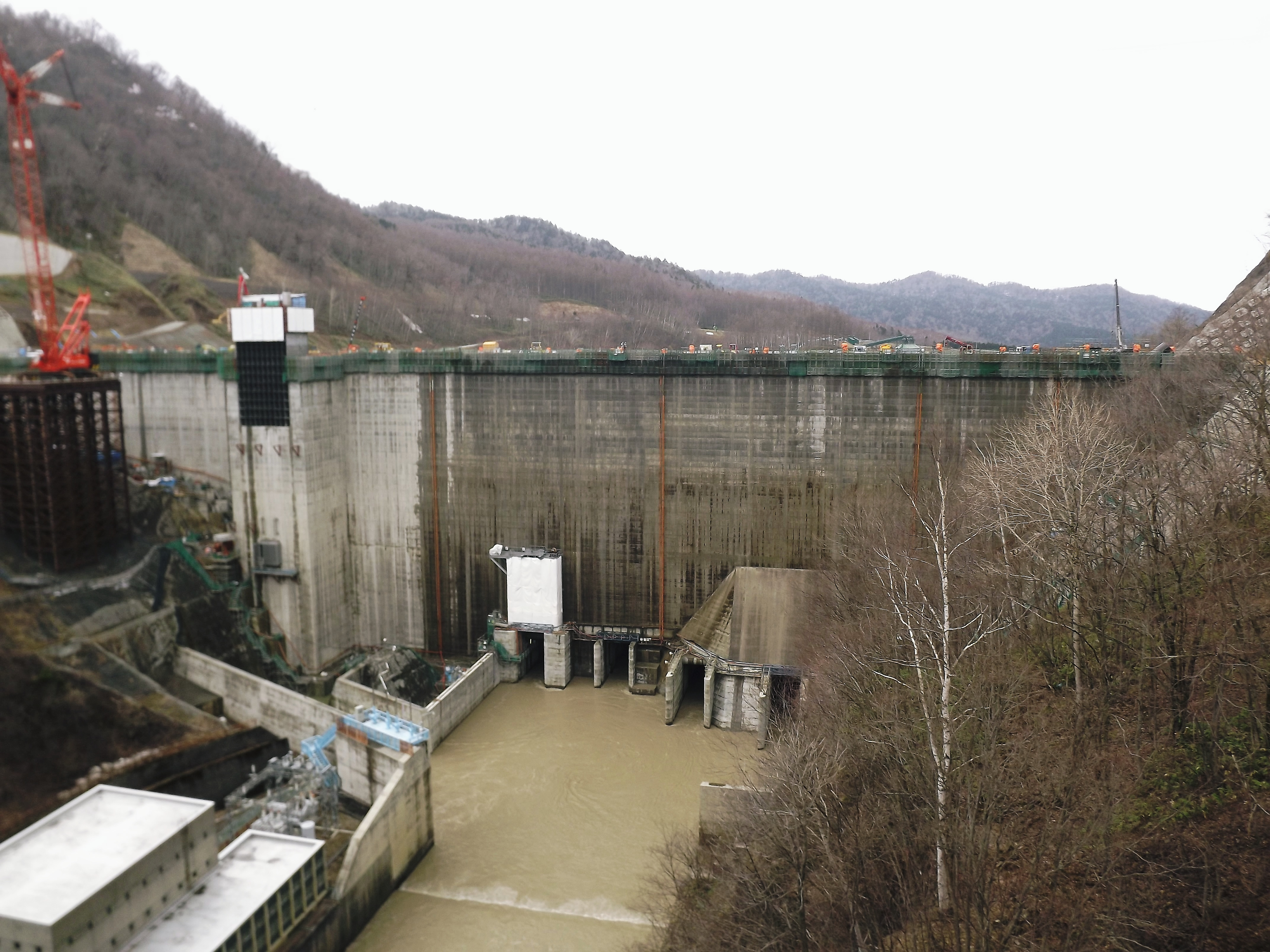
2011年の夕張シューパロダム。本体工事の最盛期。
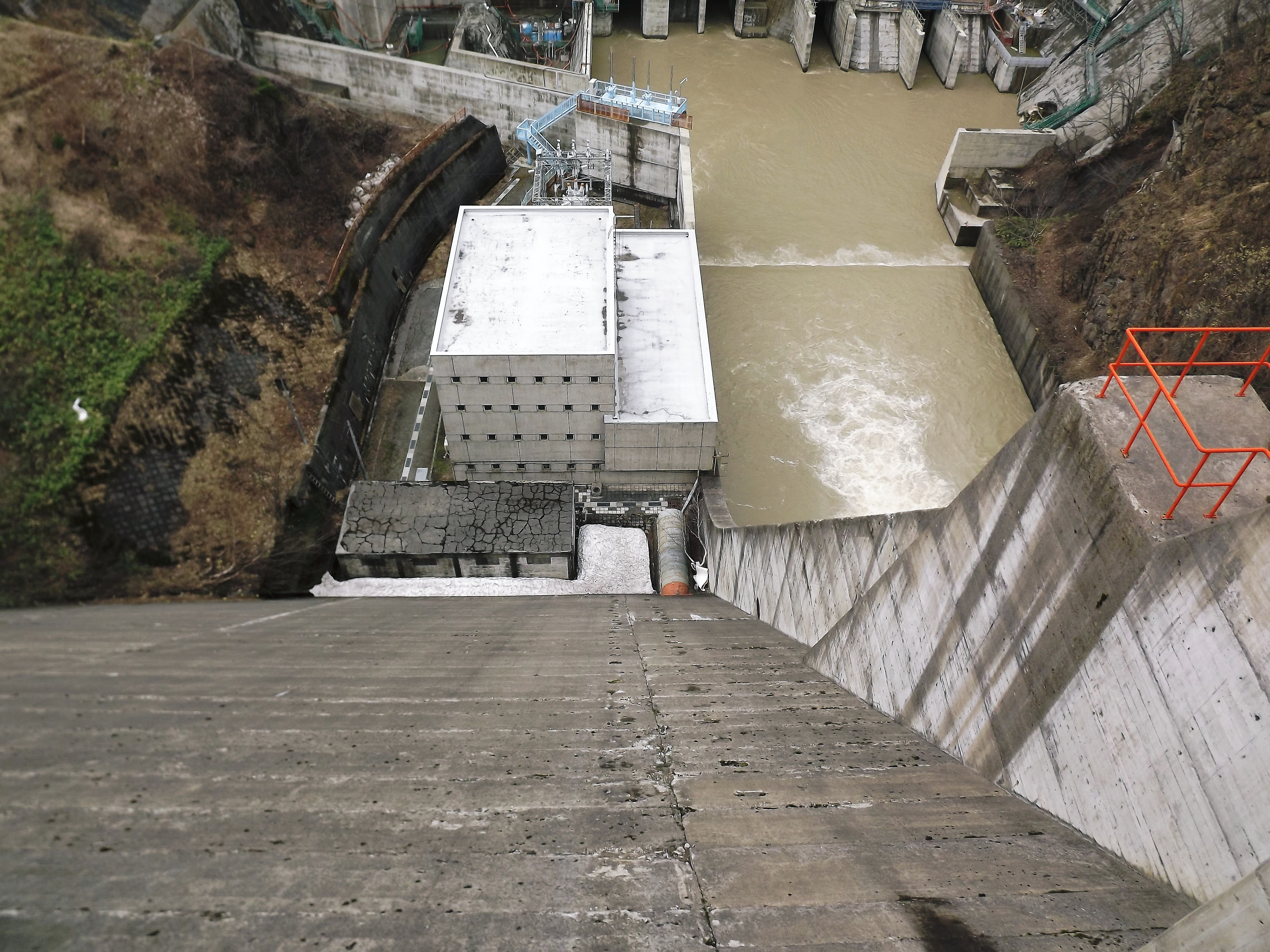
ダム直下にあった北海道企業局二股発電所。夕張シューパロダム完成に伴い水没、廃止。
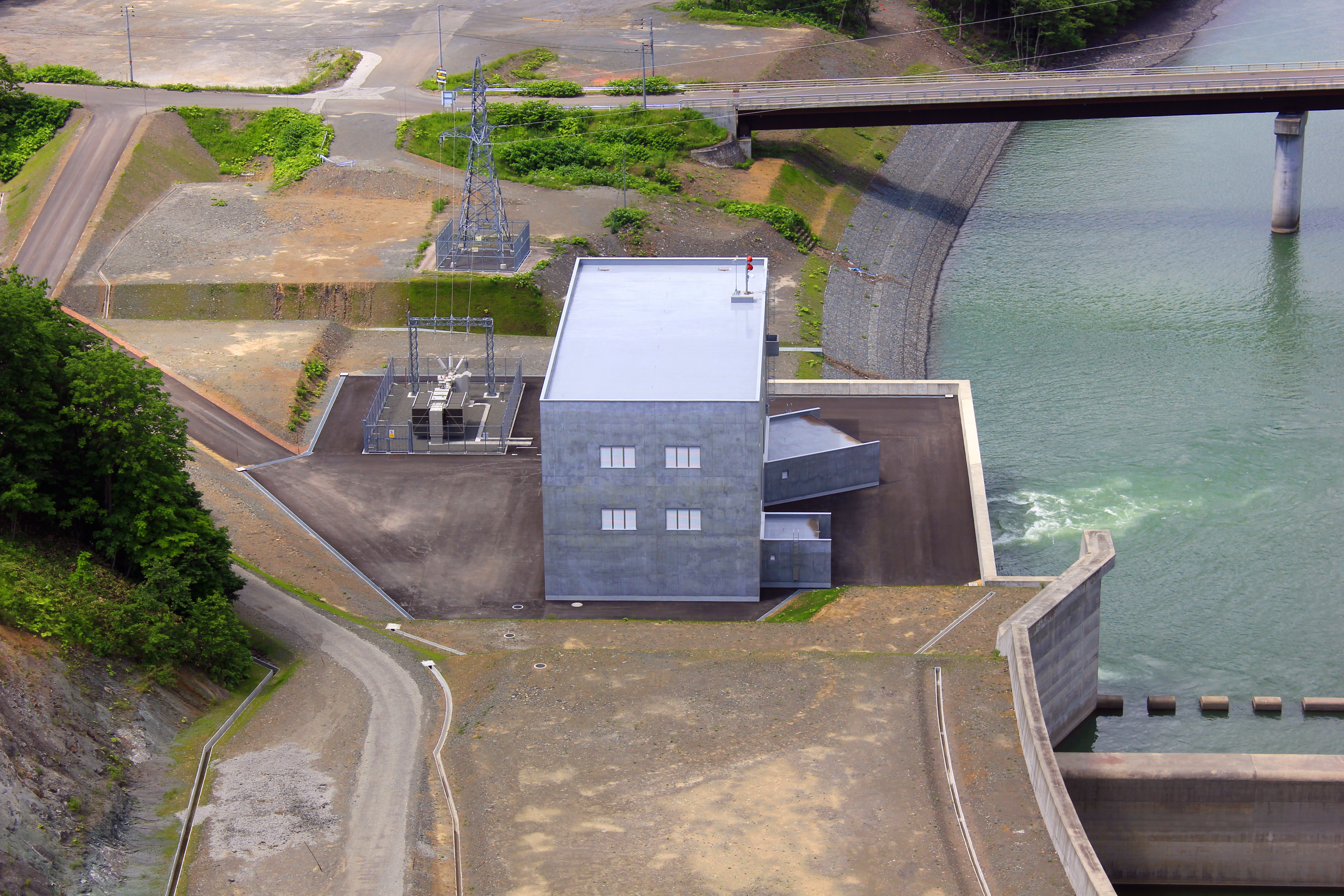
旧二俣発電所の代替として建設された北海道企業局シューパロ発電所。
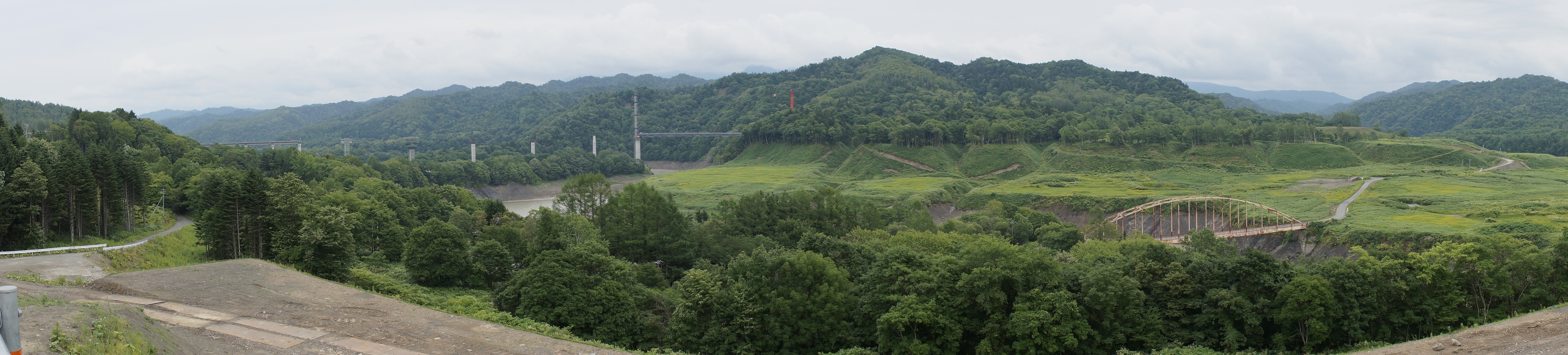
水没前の旧白銀橋。後方に建設中の白銀橋。2012年8月。